# ۲۹ آذر
۲۹ آذر - دویست و هفتاد و پنجمین روز سال در گاه‌شماری خورشیدی است. به پایان سال ۹۰ روز (۹۱ روز در سال کبیسه) باقی‌است.

## رویدادها
- ۱۳۵۸ - بنیان‌گذاری بانک تجارت[۱]
- ۱۳۸۳ - حادثه ۲۹ آذر ۱۳۸۳ هلیکوپتر امداد هلال احمر استان فارس
- ۱۳۸۹ - زمین‌لرزه ۱۳۸۹ فهرج
- ۱۳۹۵ - امضا شدن منشور حقوق شهروندی توسط حسن روحانی و ابلاغ آن به مردم ایران
- ۱۳۹۶ - زمین‌لرزه ۱۳۹۶ ملارد
- ۱۳۹۹ - آغاز لیگ دسته دوم فوتبال ایران ۱۴۰۰–۱۳۹۹

## زادروزها
- ۱۳۲۸ - عباس صادقی، شاعر و ترانه‌سرا
- ۱۳۴۹ - فرمان فتحعلیان، موسیقی‌دان
- ۱۳۶۳ - سیاوش خیرابی، بازیگر
- ۱۳۶۴ - میثم نقی‌زاده، فوتبالیست

## درگذشت‌ها
- ۱۲۳۴ - فریدون میرزا، از فرزندان عباس میرزا
- ۱۳۳۶ - ابوالحسن صبا، موسیقی‌دان
- ۱۳۵۱ - گلچین گیلانی، شاعر
- ۱۳۸۵ - ناصر عبداللهی، خواننده
- ۱۳۸۸ - حسینعلی منتظری، از مراجع تقلید و قائم‌مقام رهبر جمهوری اسلامی ایران در زمان رهبری سید روح‌الله خمینی
- ۱۳۸۹ - مهین قدیری، نخستین قاتل زنجیره‌ای زن در ایران
- ۱۳۸۹ - حسین باغی، دوبلور
- ۱۳۹۶ - محی‌الدین حائری شیرازی، نماینده استان فارس در دوره نخست مجلس خبرگان رهبری و دوره دوم مجلس خبرگان رهبری
- ۱۴۰۲ - سمیرا سبزیان‌فرد، از شهروندان ایران